# Barranc del Comunet
El Barranc del Comunet, és un barranc del terme de Sant Esteve de la Sarga, a la zona de Sant Esteve de la Sarga.
Es forma a 1.098,8 m. alt., a la Creueta, del Montsec d'Alsamora, en un collet del Camí del Coll d'Ares, des d'on davalla cap a ponent fins a abocar-se en el barranc del Grau.